# João Lobo Brandão de Almeida
João Lobo Brandão de Almeida, primeiro e único visconde e conde de Alhandra, foi um militar português.
Nasceu em Arruda dos Vinhos, no ano de 1759. Filho de Francisco Lobo de Almeida e Menezes Garcês Palha e de D. Ana Justa Delfina de Mendonça Côrte-Real, casou em 1824 com D. Maria Joana de Meneses, filha dos 3. 0s Viscondes de Fonte Arcada.
Estudou no Colégio Nazareno de Roma e serviu na Ordem de Malta, onde foi nomeado Tenente-Coronel. Com igual patente, em data que não foi possível apurar, passou para o Regimento de Milícias de Torres Vedras. Em 24 de Janeiro de 1807 é promovido a Coronel. Em 1808, tenta juntar-se às forças do Marechal de Campo Bernardim Freire de Andrade, quando este, ao comando de um corpo do Exército, se dirigia do Porto para o sul, para se unir aos ingleses. Ainda colocado no Regimento de Milícias da Torres Vedras, foi nomeado Comandante do Regimento de Infantaria n° 13, em 27 de Maio de 1809. Por despacho Régio de 8 de Maio de 1811 foi promovido Brigadeiro e designado Governador da Praça de Abrantes, funções que desempenhou até Dezembro de 1813, ano em que é transferido para o Exército de Operações, assumindo o comando da 2" Brigada de Infantaria.
A 12 de Outubro de 1815 foi promovido a Marechal de Campo efectivo, sendo nomeado a 17 de Dezembro do mesmo ano para o comando da Praça de Elvas, que passou a acumular, logo a 28 do mesmo mês, com o exercício das funções de Governador das Armas do Alentejo. A 13 de Maio de 1820 foi-lhe concedida a patente de Tenente-General e em Setembro de 1821 foi nomeado Conselheiro de Guerra. Nomeado Governador de Armas de Trás-os-Montes, em 13 de Agosto de 1823, assume no ano seguinte o cargo de Governador das Armas da Corte e província da Estremadura, em 13 de Junho de 1824, do qual foi exonerado, por carta régia de 15 de Junho de 1826.
Foi agraciado com os graus de Comendador da Ordem Militar de S. João de Jerusalém, Cavaleiro da Torre e Espada, Grã-Cruz da Ordem de Aviz, para além de possuir a Cruz n.° 2 da Guerra Peninsular. Obteve o título de Visconde de Alhandra em 26 de Outubro de 1823, e, por decreto de 6 de Fevereiro de 1826, é elevado a Conde.

## Títulos e honrarias
Feito Visconde de Alhandra em 26 de outubro de 1823 pelo rei D. João VI de Portugal.
Feito Conde de Alhandra em 6 de Fevereiro de 1826 pelo rei D. João VI de Portugal.
Ambos os títulos foram concedidos em vida do titular.